# تزریق داخل سیتوپلاسمی اسپرم
تزریق داخل سیتوپلاسمی اسپرم (ICSI) یا میکرواینجکشن یکی از روش‌های مؤثر لقاح آزمایشگاهی در درمان زوجین نابارور است. در این روش در محیط آزمایشگاه، اسپرم با کیفیت و قابل بارور با ابزارهای ویژه ای بداخل سیتوپلاسم تخمک مستقیم تزریق می‌شود. در حالت عادی در روش ای وی اف، اسپرم و تخمک جدا شده در محیط آزمایشگاه باهم لقاح پیدا می‌کنند اما زمانی که تعداد و سرعت اسپرم کم باشد یا تخمک اجازه نفوذ به اسپرم را ندهد، با استفاده از روش ICSI اسپرم به داخل تخمک تزریق می‌شود و مراحل بعدی پیش می‌رود.

## مراحل انجام

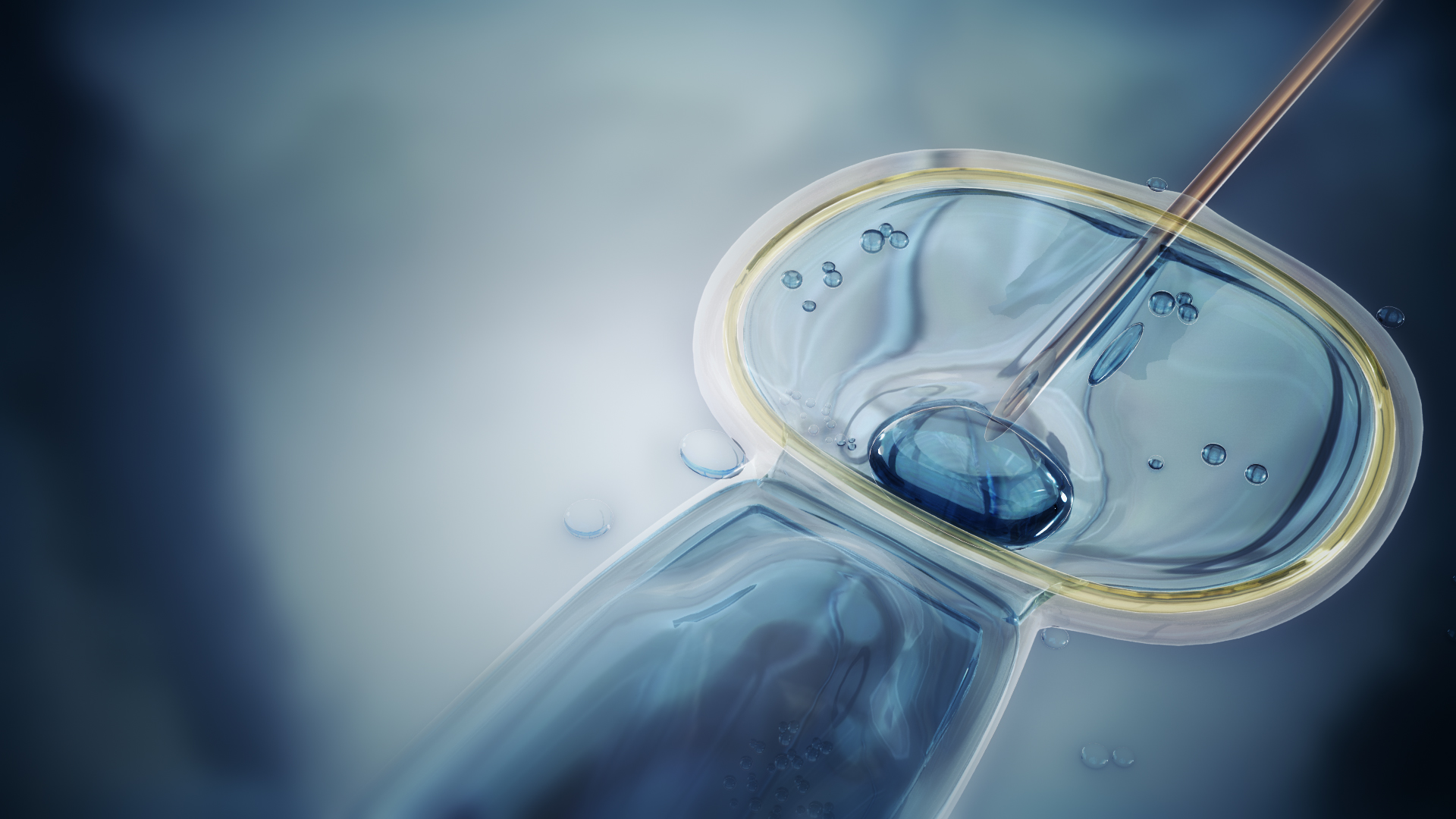
تزریق داخل سیتوپلاسمی اسپرم

مراحل انجام میکرواینجکشن مشابه مراحل ای وی اف است و تنها مرحله انتخاب اسپرم مناسب و تزریق در آزمایشگاه به آن اضافه می‌شود:
روش جمع‌آوری اسپرم‌ها: اگر اسپرم با انزال قابل جمع‌آوری نباشد، از طریق یک برش کوچک از بافت بیضه برداشت می‌شود.
تخمک گذاری: برای آماده‌سازی شرایط باروری به دلیل اینکه تخمک زن تنها ۲۴ ساعت فعال است و باید در این زمان تزریق مستقیم انجام شود، با انجام سونوگرافی سریالی و تجویز قرص‌ها و آمپول‌های محرک تخمک گذاری، به تولید فولیکول بالغ کمک می‌کنند.
حدود ۳۴ الی ۳۶ ساعت بعد تخمک‌های قابل باروری برای آزادسازی آماده می‌شوند و قبل از آزاد شدن پزشک آن‌ها را با روش لاپاراسکوپی یا آسپیراسیون جمع‌آوری می‌کند. در این روش‌ها یک سوزن بلند و بسیار نازک از طریق واژن به تخمدان‌ها هدایت شده و تخمک‌های آزاد شده را جمع‌آوری می‌کند.
انجام تزریق و انتقال اسپرم: از ابزار شیشه ای برای نگهداری تخمک‌های جمع‌آوری شده در محل استفاده می‌شود. از لوله شیشه ای ریز برای قرار دادن یک اسپرم در تخمک استفاده می‌شود. پس از لقاح در آزمایشگاه، به مدت یک شب نطفه‌ها بررسی می‌شوند تا مطمئن شوند که بارور شده‌اند و لقاح انجام شده‌است. پس از انجام لقاح، تخمک‌هایی که با موفقیت بارور شده‌اند و ۳ تا ۵ روز رشد کرده‌اند، انتخاب می‌شوند. یک یا چند تخمک بارور شده با استفاده از یک لوله انعطاف‌پذیر نازک سوند مانند از طریق دهانه رحم در دیواره قرار می‌گیرد. بسته به سن و سایر اطلاعات پزشکی، مشخص می‌شود، چند تخمک بارور شده به رحم تزریق شود. گاهی اوقات نیز همه تخمک‌های تزریقی موفق عمل می‌کنند و بارداری دوقلویی یا چند قلویی اتفاق می‌افتد.

## بعد از انتقال جنین چه اتفاقی می‌افتد؟
تزریق به صورت یک عمل سرپایی انجام می‌شود و ممکن است کمی گرفتگی در حین تزریق احساس شود. اما زمان ریکاوری بعد از آن کوتاه است و تنها یکی دو روز استراحت کافی است و بعد از آن می‌توانید به راحتی به فعالیت‌های روزانه خود برگردید.
بعد از انجام کار چکاپ‌هایی مانند سونوگرافی، نظارت و مراقبت از مادر تجویز می‌شود. همچنین بعد از دو هفته آزمایش خون برای تأیید بارداری توصیه می‌شود.